# Szabó Ignác (tanár, 1832–1900)
Szabó Ignác (Eger, 1832. február 1. – Eger, 1900. július 2.) főgimnáziumi tanár.

## Élete
Középiskoláit 1848-ban végezte szülővárosában. Részt vett az 1848–49-es forradalom és szabadságharcban mint honvédtüzér Bem alatt és 1849-ben az alvidéki (Vetter) hadtestben. A két évi bölcseleti tanfolyamot Egerben befejezte, később mint tanárjelölt a pesti és bécsi egyetemet látogatta. 1858-ban nevezték ki az egri főgimnáziumhoz tanárnak; okleveles gyorsíró és az országos középiskolai tanáregyesület választmányi tagja. Az 1870-es években, mint a bölcselet magántanára is az egri jogakadémián nyert alkalmazást. 1896-ban a Szent István Társulat irodalmi osztálya tagjai sorába választotta. 1893-ban nyugalomba vonult és Eger város irattárának rendezésével foglalkozott; e város beléletére és történelmére vonatkozó több közlés jelent meg tőle a lapokban.

## Munkássága
Irodalmi működését 1853-ban kezdte Szabó Náczi név alatt Vahot Imre és Vas Gereben lapjaiban, a Hölgyfutárban, Szépirodalmi albumban (1856. beszély), Kalauzban (1857), Szelestey és Boros lapjaiban adomákkal és apró elbeszélésekkel; később is jelentek meg versei és beszélyei a Fővárosi Lapokban, a Budapesti Hölgydivatlapban, a Debreczeni Közlönyben (1860. 51. sz. költ.) Czikkei az egri róm. kath. főgymnasium Értesítőjében (1859. A föld átalakulásának rövid története, 1881. A lélektan köréből), a Vasárnapi Ujságban (1860. A burgonya, 1861. Jabloniczky Ignácz, 1862. Arany történetéből), a Pesti Hölgydivatlapban (1864. beszélyek), a Családi Körben (1867. Az utolsó Frangepán), az Igazmondóban (1869. A vizaknai visszavonulás), az Egerben (1878. 25. sz. Vitkovics mint költő), a Figyelőben (V. 1878. Vitkovics emlékezete), az Egerben (1887. 9. sz. Rapaics Dániel 1848-49. honvédezredes életrajza.)

## Munkái
- A földisme alapvonalai. A gymnasiumi és reáltanodai ifjúság használatára. Eger, 1861.
- Élet és történet. Beszélyek. Pest, 1861.
- Az ásványország természetrajza. Középtanodák használatára. Uo. 1864.
- Természettani földrajz, különös tekintettel a magyar birodalom viszonyaira. I. rész. 21 ábrával. Uo. 1869. (Több nem jelent meg.)
- A nézleti mértan elemei. Vezérkönyv a mértani tárgyak szemléleti felfogása s szabadkézi rajzolásában az I-IV. oszt. számára. Uo. 1870-71. Két rész. Mértani rajzokkal. (2. teljesen átdolgozott kiadás. I. 3. telj. átdolg. k., II. 2. telj. átdolg. k. Bpest, 1878.)
- A csillagászati és természettani földrajz rövid tankönyve. Középtanodák használatára. Ábrákkal és a tenger-áramlások abroszával. Uo. 1869. Két rész.
- Logika vagy gondolkodástan. Főgymn. számára. Bpest, 1874.
- A lég. Népszerű légtünettan, tekintettel hazánk viszonyaira. A művelt rendek szükségeihez alkalmazva. Két földabrosszal és ábrákkal. Uo. 1874. (A m. tud. Akadémia által hölgyjutalommal pályadíjazott munka.)
- Lélektani képek. Tanulmányok a lelki élet köréből... I. füzet. Eger, 1881.
- A föld alatt. (Arnóthi névvel.) Uo. 1882. (M. Könyvesház. Bpest, 107-109. szám.)
- Az erki pap. Egy magyar «Ábrahám a Sancta Clara» élete. Okos emberek számára. Eger, 1883.
- A látás szerve. Psychologiai tanulmány. Uo. 1886.
- Egri lant. Válogatott egyházi és világi vegyes kardalok gyűjteménye a középiskolai ifjúsági énekkarok számára. 1. füzet. Uo. 1887.
- A szegény és a gazdag, vagy uralkodjál szenvedélyeiden. Bpest, 1894. (Népiratkák 90.)
- Az igazmondás feltétlen kötelességéről. Uo. 1895.
- Eger város multjából. Korrajzok. Levéltári okiratokból összegyűjtötte. Eger, 1898.

Szerkesztette az Egri Irók Albumát 1861-ben; az Egri Póstát 1862. júl. 19-től 1863. jún. 27-ig és az Eger cz. hetilapot 1872-78-ig és 1885. febr. 1-től ismét.

### Kéziratban
Midás király fülei, víg operette 1 felv. Irták Nérée Desabres és Ch. Nuitter, ford., zenéje Bárbier Frigyestől (először adták 1869. márcz. 6. Kassán); Zilda, víg opera 3. szak. Irták St. Georges és Chivot, ford. (először adták 1873. okt. 11. Kassán.)